# ザイド・ラード・アル・フセイン
ザイド・ラード・アル・フセイン（アラビア語: زيد ابن رعد الحسین、英語: Zeid Ra'ad Al Hussein、1964年1月26日 - ）は、ハーシム家の一員。旧イラク王国の王位請求者ラード・ビン・ザイドの長男。
国際連合人権高等弁務官（2014年～2018年）。